# Hesiodos

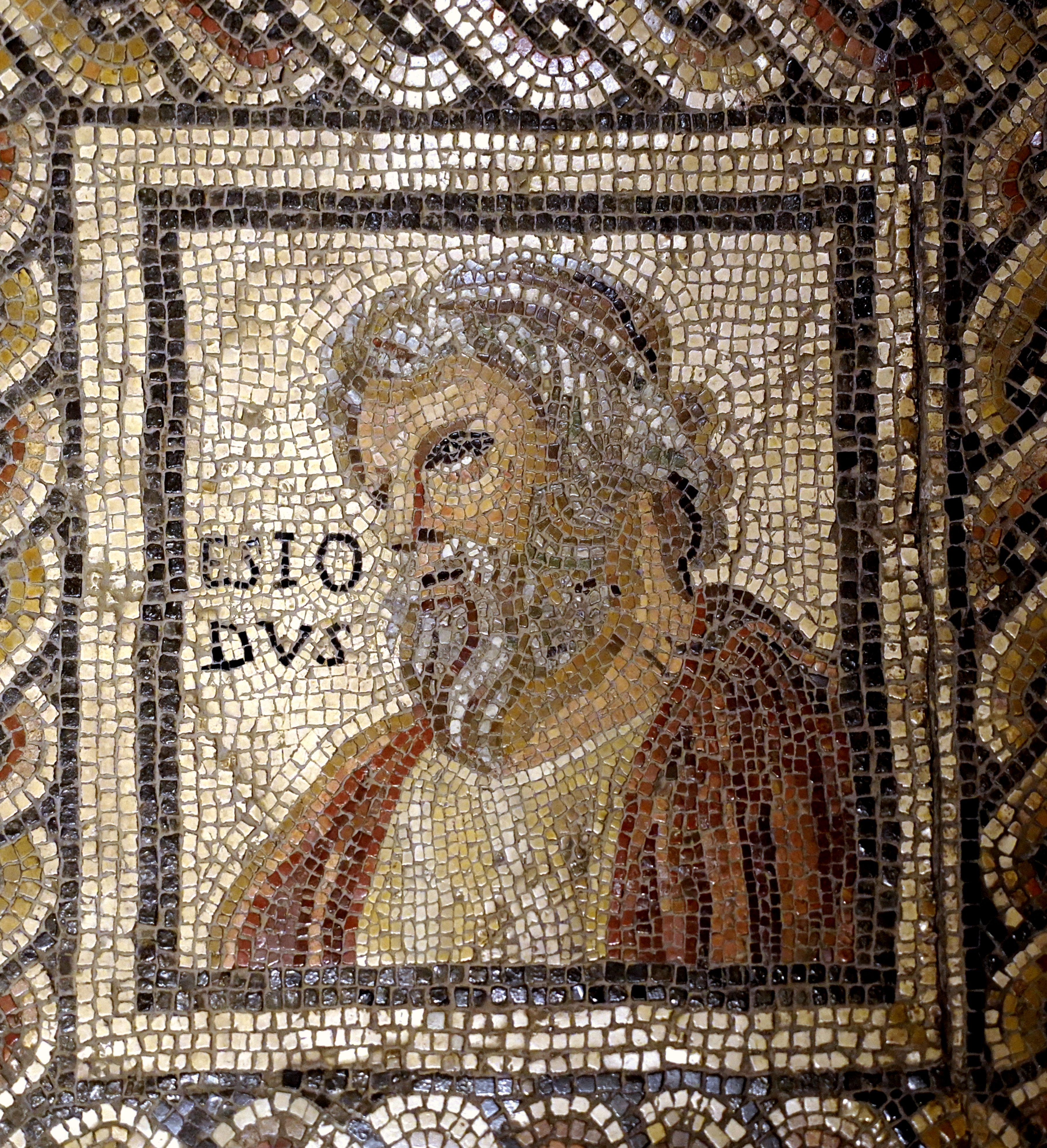
Romersk mosaik från Trier som föreställer Hesiodos.

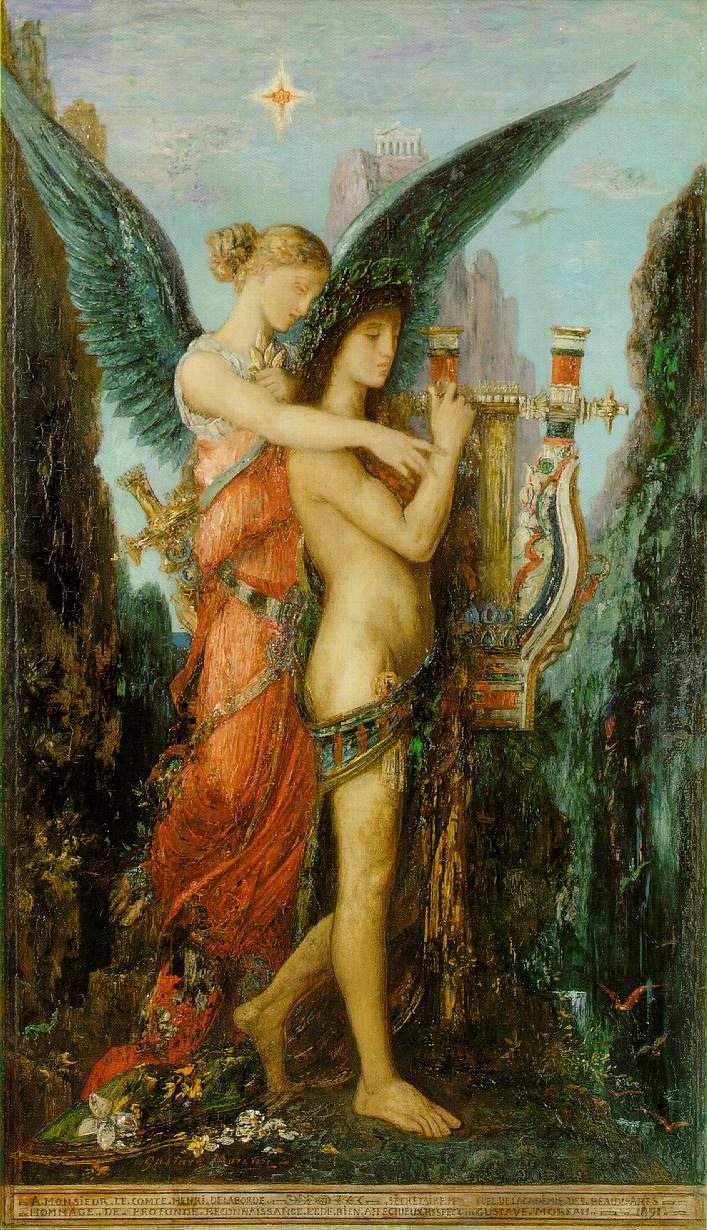
Hesiodos och musan, målning av Gustave Moreau.

Hesiodos (grekiska: Ἡσίοδος) var en grekisk skald som var verksam omkring 700–650 f.Kr. Han är västvärldens äldste kände poet, och antingen han eller Homeros likaså den äldste författaren. Han föddes i Boeotien, men efter faderns död bosatte han sig i Nafpaktos.
Hesiodos verk är bland de viktigaste tidiga källorna till den grekiska mytologin och folkliga tänkesätt.

## Verk och dagar
Hesiodos levde som bonde under den största delen av sitt liv, och hans verk Verk och dagar är en poetisk handbok till korrekt liv: man bör arbeta hårt, världen är i moralisk nedgång, och hur det finns vissa dagar man bör göra vissa saker på sin gård enligt en religiös kalender; i detta påminner Verk och dagar om Bondepraktikan. 
I första boken berättar han världshistorien genom att dela in den i fem faser och motsvarande släkten. Det börjar med den ”gyllene tidsåldern”, fortsätter med silveråldern, kopparåldern, och slutar med den onda järnåldern där ”nävrätt gäller för lag”. Mellan kopparåldern och järnåldern skapar Zeus halvgudarnas ålder.
Här finns också berättelserna om Pandora och hennes ask och Eris, vilka på ett mytologiserande sätt förklarar upprinnelsen till världens ondska och obegripligheter.

## Theogonin
I sin Theogonia (’Gudarnas genealogi’), försökte han strukturera den grekiska mytologin, och beskrev världens skapelse ur Kaos, liksom gudarnas födelse och äventyr samt kamp mot titanerna. Han räknade 30 000 gudomligheter. 
Till innehållet påminner verket om flera liknande gudasagor av ännu äldre datum från Orienten, där berättelsens röda tråd är en kamp mellan gudarna om världsherraväldet, och redogörelser för hur striderna påverkar människornas värld. Med den regerande gudens seger uppkommer och vidmakthålls rättvisan i världen.

## Stil, innehåll, influenser
Kännetecknande för såväl Hesiodos som Homeros, är att den poetiska individualiteten saknas; den uppstår inte i litteraturen förrän århundradet efter deras levnad. Till stoffet kan delar av Erga kai hemerai (svensk utgåva Verk och dagar, 1923; nyutgåva med översättning även av Theogonin gjord av Ingvar Björkeson, 2003) ställas emot äldre egyptisk vishetslitteratur (exempelvis Amenemopes lära), och i en sådan jämförelse uppenbarar sig en markant skillnad i det att Hesiodos riktar sig till gemene man, medan vishetslitteraturen riktar sig till regenter. 
Till skillnad från "den homeriska frågan" är de flesta ense om att Hesiodos är en historisk person, som själv författat sina verk. Vad beträffar innehållet kan Hesiodos ha sammanställt redan befintliga myter och råd, men det enhetliga uttrycket pekar på att hans verk har endast en upphovsman. Liksom Homeros skrev Hesiodos på hexameter och på jonisk-aioliska; i sitt bildspråk påminner han om den homeriska diktningen, men det är ovisst vilket verk som var först och därmed troligen påverkat formen av det andra. 
I det delvis förlorade verket Kvinnokatalogen skrev han om hjältar vars mödrar varit dödliga kvinnor och om deras äventyr. Det är dock tvivelaktigt huruvida det verkligen var Hesiodos som skapade texten, eller om den snarare har tillskrivits honom av tradition.
Hesiodos blev skarpt kritiserad av filosofen Xenofanes och andra försokratiker för sitt sätt att med förmänskligade gudar förklara verkligheten och människors handlingar. Hans beskrivning av de degenererande tidsåldrarna har influerat bland annat Rousseaus teori om "den ädle vilden", samt romantisk och senmodern primitivism.

## Eftermäle
Nedslagskratrarna Hesiodus på månen och Hesiod på planeten Merkurius är uppkallade efter honom. Även asteroiden 8550 Hesiodos är uppkallad efter honom.

## Översättningar till svenska
- Ingvar Björkeson: Theogonin och Verk och dagar (2003)
- Elof Hellquist: Verk och dagar (1923),  Theogoni (1924)